# 미토콘드리아 내막

미토콘드리아의 구조

미토콘드리아 내막(영어: inner mitochondrial membrane)은 미토콘드리아 기질과 막 사이 공간을 분리하는 미토콘드리아 안쪽에 위치하는 막이다.

## 구조
미토콘드리아 내막의 구조는 광범위하게 접혀 있고 구획화되어 있다. 막의 수많은 함입은 크리스타 구조라고 불리며, 크리스타 접합부에 의해 미토콘드리아 외막에 병치된 내부 경계막으로부터 분리된다. 크리스타 구조는 미토콘드리아 내막의 전체 막 표면적을 크게 증가시켜 산화적 인산화를 위한 사용 가능한 작업 공간을 증가시킨다.
미토콘드리아 내막은 두 개의 구획을 만든다. 막 사이 공간이라고 불리는 미토콘드리아 내막과 미토콘드리아 외막 사이의 영역은 주로 세포질과 연속적이며 미토콘드리아 내막 내부의 격리된 공간은 미토콘드리아 기질이라고 한다.

### 크리스타
전형적인 간의 미토콘드리아의 경우 미토콘드리아 내막의 면적은 크리스타로 인해 미토콘드리아 외막보다 약 5배 정도 크다. 이러한 비율은 가변적이며 근육 세포와 같이 ATP에 대한 수요가 더 큰 세포의 미토콘드리아에는 훨씬 더 많은 크리스타가 포함되어 있다. 크리스타 막은 양성자 농도 기울기에 의한 ATP 합성의 장소인 F1 입자로 알려진 작고 둥근 단백질 복합체로 미토콘드리아 기질의 측면에 박혀 있다. 크리스타는 미토콘드리아의 전반적인 화학삼투 기능에 영향을 미친다.

### 크리스타 접합부
크리스타와 내부 경계막은 접합부에 의해 분리된다. 크리스타의 말단은 머리와 머리를 결합하고 병목 현상과 같은 방식으로 반대편 크리스타 막을 연결하는 막관통 단백질 복합체에 의해 부분적으로 닫힌다. 예를 들어 접합부 단백질인 IMMT의 결실은 미토콘드리아 내막의 막 전위 감소와 생장 장애를 초래하고 일반적인 함입 대신 동심원 스택을 형성하는 극적으로 비정상적인 내막 구조를 초래한다.

## 조성
미토콘드리아 내막은 지질 조성이 세균의 막과 유사하다. 이 현상은 미토콘드리아가 진핵 숙주 세포에 의해 내재화된 원핵생물로부터 기원했다는 세포 내 공생설에 의해 설명될 수 있다.
돼지의 심장의 미토콘드리아에서 포스파티딜에탄올아민은 인지질 조성의 37.0%로 미토콘드리아 내막의 대부분을 차지한다. 포스파티딜콜린이 약 26.5%, 카르디올리핀이 25.4%, 포스파티딜이노시톨이 4.5%를 차지한다. 사카로미세스 세레비시아의 미토콘드리아에서 포스파티딜콜린은 미토콘드리아 내막의 38.4%, 포스파티딜에탄올아민은 24.0%, 포스파티딜이노시톨은 16.2%, 카르디올리핀은 16.1%, 포스파티딜세린은 3.8%, 포스파티드산은 1.5%를 차지한다.
미토콘드리아 내막에서 단백질 대 지질의 비율은 80:20이고, 미토콘드리아 외막에서의 비율은 50:50이다.

## 투과성
미토콘드리아 내막은 산소(O2), 이산화 탄소(CO2) 및 물(H2O)만 자유롭게 투과할 수 있다. 미토콘드리아 내막은 미토콘드리아 외막보다 이온 및 저분자에 대한 투과성이 훨씬 낮으며, 세포질 환경으로부터 미토콘드리아 기질을 분리하여 구획을 생성한다. 이러한 구획화는 물질대사를 위해 필요하다. 미토콘드리아 내막은 전기적 절연체이자 화학적 장벽이다. 특정 분자가 이 장벽을 통과할 수 있도록 정교한 이온 수송체가 존재한다. 세포질과 미토콘드리아 기질 사이에 음이온의 교환을 허용하는 여러 가지 역수송 시스템이 미토콘드리아 내막에 존재한다.

## 미토콘드리아 내막 관련 단백질
- 전자전달계

- NADH:유비퀴논 산화환원효소
- 전자전달 플라보단백질 탈수소효소
- 전자전달 플라보단백질
- 석신산 탈수소효소
- 대체 산화효소
- 사이토크롬 bc1 복합체
- 사이토크롬 c
- 사이토크롬 c 산화효소
- F형 ATP가수분해효소

- 아데닌 뉴클레오타이드 트랜스로케이터
- ATP 결합 카세트 수송체
- 콜레스테롤 곁사슬 절단 효소
- 단백질 티로신 인산가수분해효소
- 카르니틴 O-팔미토일기전이효소
- 카르니틴 O-아세틸기전이효소
- 카르니틴 O-옥탄오일기전이효소
- 사이토크롬 P450
- 내막의 자리옮김효소
- 흥분성 아미노산 수송체 1
- 피리미딘 대사

- 다이하이드로오로트산 탈수소효소
- 티미딜산 생성효소 (FAD)

- HtrA 세린 펩티데이스 2
- 아드레노독신 환원효소
- 헴 생합성

- 프로토포르피리노젠 산화효소
- 페로킬레이테이스

- 짝풀림 단백질

## 같이 보기
- 미토콘드리아
- 시트르산 회로
- 양성자 기울기
- 미토콘드리아 삼기능 단백질
- 미토콘드리아 셔틀
- 수송 단백질